# Badr Kachani
Badr Kachani, né le 2 janvier 1990, est un footballeur international marocain formé à la Renaissance de Settat. Il joue avant-centre à l'AS Salé.

## Biographie

### En club

#### Formation
Badr Kachani est né à Settat, son club formateur est la Renaissance de Settat évoluant à la première division amateur, il porte les couleurs de cette équipe historique pendant sa jeunesse. Il joue alors pour toutes les catégories d'âge du club populaire de la ville de Settat. Encore jeune, il signe son début et premier match avec l'équipe première dans laquelle il a brillé comme attaquant rapide, buteur et passeur.

#### Début au FUS de Rabat

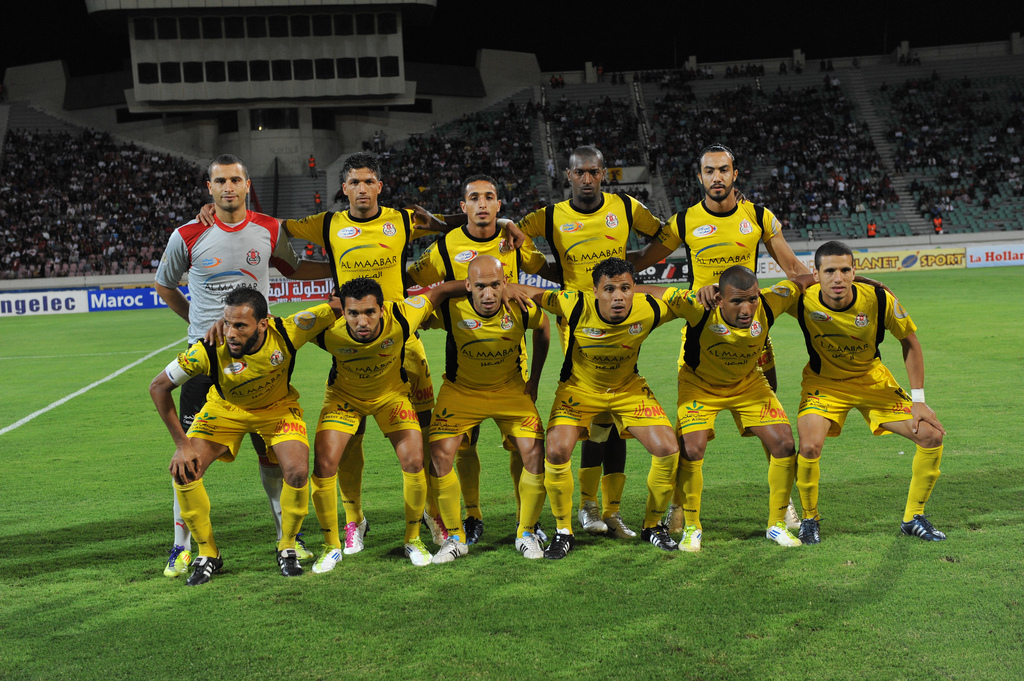
Badr Kachani avec le FUS de Rabat en 2011

En 2009, à l'âge de 19 ans, il commence sa carrière en Botola Pro avec le FUS de Rabat entraîné par Houcine Ammouta qui a remarqué les qualités du joueur.
Il remporte la Coupe du Trône en 2010 avec l'équipe de la capitale du Maroc, le club a eu l'occasion de participer à la Coupe de la confédération 2010. Le FUS de Rabat a réussi à surprendre la compétition en éliminant plusieurs équipes célèbres, dont le champion en titre le Stade malien.
Le 12 novembre 2010, le FUS de Rabat a atteint la finale de la compétition pour la première fois de son histoire aux dépens d'Al-Ittihad de Tripoli et réussi à l'emporter en s'imposant 2-3 à Tunis face au CS Sfax, ensuite il est finaliste de la Supercoupe de la CAF.
En fin de saison 2012, et avec l'entraîneur Jamal Sellami qui le titularise durant toute la saison il est vice-champion du Championnat du Maroc (Moghreb de Tetouan était le champion), et Kachani finit la saison avec 10 buts en étant le meilleur buteur. 

#### Grand pas vers le Raja Club Athletic
En juin 2012, il est transféré au Raja Club Athletic et porte le numéro 10 qui a été porté par des grands noms dans l'histoire des aigles verts. En amical, il affronte pour la première fois de sa carrière l'Athletic Bilbao et marque un but avec un magnifique coup de tête mais l'arbitre le compte hors-jeux puis il a joué face au club catalogne FC Barcelone au Grand Stade de Tanger. Avec le club le plus populaire au Maroc, Badr Kachani marque son premier but en match officiel du championnat contre l'Olympique de Safi au temps mort de la rencontre, ces trois points permettaient au Raja de rester à la première place de la Botola. 
Pendant la 29ème journée du championnat contre le Difaâ d'El Jadida, Le Raja est mené au score 2:1, et avait besoin d'un point pour gagner son 11ème titre, Badr Kachani entre au dernier quart d'heure, entre a la surface de réparation avec une super vitesse et sur cette action, il provoque un penalty à la 90ème minute, Mohcine Moutaouali le marqua et le la Raja remporta le championnat et fut qualifié à la Coupe du monde des clubs dont il a participé en jouant la finale contre le Bayern Munich.

#### Professionnalisme vers l'EAU
Puisqu'il ne jouait plus en tant que titulaire avec le Raja, Kachani quitta le club casablancais vers l'étranger pour les Émirats arabes unis, au club Al Urooba qui pratiquaient à la deuxième division[pas clair], en six mois, il fut le buteur du club et du championnat.

#### Mauvaise expérience à Safi
Étant libre, Badr rejoint l'Olympique de Safi en début de saison 2014 mais l'attaquant n'a pas pu avoir sa place de titulaire alors il change de club en mercato hivernal.

#### Au KAC de Kénitra
Début 2015, Badr Kachani fut recruté par le KAC de Kénitra entrainé par Samir Yaich, celui-ci lui donna confiance en le faisant jouer comme titulaire dans l'attaque du club de Kénitra. Kachani joua 15 matches et réussi à marquer 5 buts sous le taux de 0,3 but par match et il a permis à son club d'éviter la relégation à la Botola 2ème division après avoir marqué plusieurs buts dans des matches fatidiques.

#### Avec l'Ittihad de Tanger

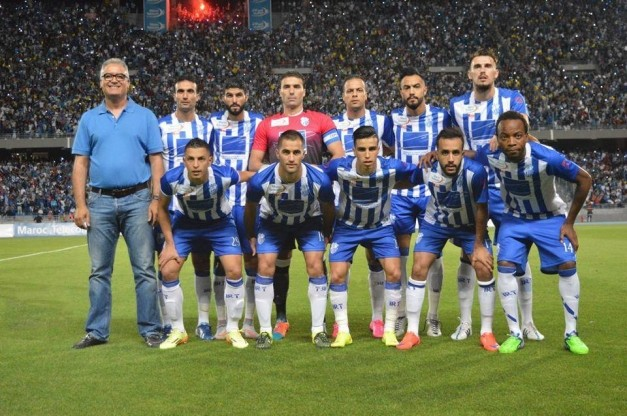
Badr Kachani avec l'Ittihad de Tanger en 2015 contre Grenade CF

Badr Kachani est transféré à l'Ittihad de Tanger entrainé à l’époque par l'entraîneur algérien  Abdelhak Benchikha, Kachani affronta pour son premier match le club español Grenade CF face auquel il a pu inscrire son premier but avec l'équipe tangéroise. Badr ne participa qu'à 16 matchs sur 30 à cause de la grande concurrence entre les attaquants du club.

#### À la Renaissance de Berkane
En début de la saison 2016-2017, Badr Kachani quitta l'Ittihad de Tanger et rejoint la Renaissance Sportive de Berkane avec son entraîneur Rachid Taoussi, il porte le numéro 01 pour la première fois de l'histoire du Championnat marocain. 
Kachani était sujet d'une polémique à la suite d'une rencontre du Championnat contre le Hassania d'Agadir, l'attaquant avait enlevé son maillot après avoir inscrit un but d'une façon inacceptable par les supporters, finalement, il avait pris un avertissement. 
Depuis le début de la saison, Kachani jouait titulaire de façon régulière malgré la forte concurrence avec l'international togolais Laba Kodjo qui réussit à prendre sa place lors de la deuxième phase du Championnat mais finalement Badr Kachani finit la saison buteur de Nahdat Berkane.

#### Transfert au Hassania d'Agadir
En 2017, et malgré l'opposition des dirigeants berkani, Kachani décide de quitter la Nahdat Berkane sachant qu'il avait encore dans son contrat un an à jouer avec les oranges.
Il rejoint par la suite le Hassania d'Agadir et parmi les raisons qui l'ont poussé à rejoindre le club amazigh est la présence de l'entraîneur argentin Miguel Angel Gamondi qui était auparavant son entraîneur lorsqu'il évoluait en Émirats Arabes Unis. Kachani est titularisé pour son premier match officiel contre l'Olympique de Safi au premier tour de la Coupe du Trône.
Il inscrit son premier but sous le maillot des soussis au Stade Adrar à Agadir contre son ancien club la Renaissance de Berkane, et à la suite de sa réalisation, il est sanctionné par l'arbitre sous prétexte d'avoir manquer de respect à son entraîneur précédent Rachid Taoussi. Lors d'un match contre Chabab Atlas Khénifra, Kachani pousse quelques supporters qui le sifflaient au début de la saison à changer leur avis: il marque un doublé, provoque un penalty et délivre une passe décisive.
Badr devient rapidement le chouchou du public puisqu'il inscrit un but sur un coup de tête qui permet au Hassania de vaincre l'Olympique de Safi à la dernière minute de la rencontre qui était importante pour la gazelle de souss, Kachani fait aussi un grand match contre le champion d'Afrique le Wydad de Casablanca dans lequel il provoque un penalty, ce dernier permet à son club de remporter les trois points du match et rester le leader du classement.
La phase retour du Championnat démarre mal pour le Hassania et aussi pour Badr Kachani qui n'inscrit aucun but, lors d'une rencontre contre l'Olympique de Safi, Kachani est blessé au nez, il est donc obligé de mettre un masque pour protéger son visage.

### En sélection
Badr Kachani participe avec l'équipe nationale olympique du Maroc des moins de 23 ans et il réussit à marquer 3 buts.
En 2018, et afin de participer au Championnat d'Afrique des nations de football 2018 (CHAN 2018), Kachani figure dans la liste initiale de l'équipe du Maroc A' entraînée par son ancien entraîneur au FUS de Rabat : Jamal Sellami. Il marque également un but avec la sélection lors d'un amical contre Chabab Mohammédia.

## Vie privée
Badr Kachani  est le fils de Kachani (Tita) un ancien footballeur qui évoluait au poste d'attaquant à la Renaissance sportive de Settat. Badr Kachani côtoie des joueurs marocains comme Abdelfattah Boukhriss, Youssef Ettourabi, Yassine Salhi et Ismail Benlamaalem. Il avait publié dans sa page Facebook une photo avec le kick-boxeur mondial Badr Hari.

## Statistiques
| Saison    | Club                            | Compétition                                        | Matchs | Buts | Passes décisives | Cartons jaunes | Cartons rouges |
| --------- | ------------------------------- | -------------------------------------------------- | ------ | ---- | ---------------- | -------------- | -------------- |
| 2017-     | Hassania d'Agadir               | Botola                                             | 0      | 0    | 0                | 0              | 0              |
| 2016-2017 | Renaissance Sportive de Berkane | Botola                                             | 25     | 5    | 1                | 2              | 0              |
| 2015-2016 | Ittihad de Tanger               | Botola                                             | 21     | 6    | 1                | 1              | 0              |
| 2015-2015 | KAC de Kénitra                  | Botola                                             | 16     | 5    | 1                | 4              | 0              |
| 2014-2015 | Olympique de Safi               | Botola                                             | 14     | 0    | 0                | 1              | 0              |
| 2014-2014 | Al Urooba                       | Championnat des émirats arabes unis de football D2 | 13     | 12   | 4                | 1              | 0              |
| 2013-2014 | Raja de Casablanca              | Botola                                             | 6      | 0    | 0                | 0              | 1              |
| 2012-2013 | Raja de Casablanca              | Botola                                             | 15     | 1    | 1                | 2              | 0              |
| 2011-2012 | FUS de Rabat                    | Botola                                             | 24     | 10   | 3                | 10             | 0              |
| 2010-2011 | FUS de Rabat                    | Botola                                             | 9      | 3    | 2                | 0              | 0              |
| 2009-2010 | FUS de Rabat                    | Botola                                             | 10     | 0    | 0                | 1              | 0              |

## Palmarès
FUS de Rabat:
- Championnat du Maroc de football
  - Vice-champion en 2012
- Coupe du Trône
  - Vainqueur en 2010
- Coupe de la confédération
  - Vainqueur en 2010
- Supercoupe de la CAF
  - Vainqueur en 2011

 Raja de Casablanca: 
- Coupe du Trône
  - Vainqueur en 2012
  - Finaliste en 2013
- Championnat du Maroc
  - Vainqueur : 2013
- Coupe du monde des clubs
  - Finaliste en 2013

### Distinctions personnelles
- Décoration Royale (Ouissams Al Charaf), à la suite du titre de vice-champion du monde (Coupe du monde des clubs de la FIFA 2013).
- Le but le plus rapide en Botola 2012 (14 secondes contre OCK)
- Meilleur buteur du FUS de Rabat en 2012 avec 10 buts, et du KAC de Kénitra en 2015 avec 5 buts, et de la Renaissance de Berkane en 2017 avec 5 buts
- Meilleur buteur du championnat des Émirats Arabs Unis de football D2 2013-2014

### Divers
- Badr Kachani est le premier joueur marocain à porter le numéro 01 au championnat national.
- Badr Kachani a porté le numéro 10 dans chacun des 7 clubs où il a joué.
- Deuxième but le plus rapide de l'histoire du championnat marocain (14 secondes)

### Vidéos
1. ↑  « CS Sfax vs FUS Rabat 2-3 Finale Coupe de la CAF 2010 » [vidéo], sur dailymotion.com, 2010 (consulté le 8 décembre 2017)